# Натали Клифорд Барни
Натали Клифорд Барни (енгл. Natalie Clifford Barney; Дејтон, Охајо, САД 31. октобар 1876 — Париз, Француска, 2. фебруар 1972) је била америчко-француска књижевница која је живела, писала и држала књижевни салон у Паризу. Писала је поезију, мемоаре и епиграме, али веровала је да је њен живот њено право уметничко дело.
Њен салон, који је држала преко 60 година у Паризу, окупљао је писце и уметнике из целог света, укључујући и неке од најзначајнијих фигура француске књижевности, као и америчке и британске модернисте. Радила је на промоцији женског писања. Организовала је „Женску академију“, као одговор на ексклузивно мушку Француску академију, али је уједно давала подршку и представљала инспирацију и мушким писцима, као што су Реми де Гурмон и Труман Капоте.
Живела је отворено као лезбијка и почела је да објављује љубавне песме посвећене женама под својим правим именом још 1900. Подржавала је феминизам, паганизам и пацифизам. Супротстављала се моногамији и имала је пуно истовремених дугих и кратких веза, укључујући и везу која се стално прекидала и настављала са песникињом Рене Вивијен и везу са сликарком Ромејн Брукс, која је трајала 50 година. Њене љубавне везе послужиле су као инспирација за многе романе, од провокативног француског бестселера Idylle sapphique до The Well of Loneliness, вероватно најчувенијег лезбијског романа 20. века.

## Биографија
Натали Барни је била кћерка Алберта Клифорда Барнија, сина богатог произвођача возова из Дејтона и сликарке Алис Пајк Барни. Када је имала шест година њена породица је проводила лето у Њујорку у хотелу где је Оскар Вајлд држао предавање у току своје америчке турнеје. Док је бежала од групе дечака Вајлд ју је покупио, заштитио, а затим јој је испричао причу. Наредног дана Вајлд се придружио њој и њеној мајци на плажи, охрабрујући је да се бави уметношћу упркос неслагању њеног мужа, и тај разговор је променио Алисин живот. Многе њене слике се данас налазе у Музеју америчке уметности Смитсонијан.
Као што је био случај и са многим другим девојкама у то време, ни о образовању Натали се није много марило. Њено интересовање за француску књижевност почело је преко дадиље, која јој је читала дела Жила Верна наглас, тако да је брзо почела да разумева француски. Касније су она и њена млађа сестра Лаура Клифорд Барни биле у француском интернату Les Ruches који је основала феминисткиња Мари Сувестре. Натали је течно причала француски, без акцента и готово сва њена објављена дела написана су на француском.
Када јој је било 10 година њена породица се преселила у Вашингтон, проводећи лета у Бар Харбору. Као ћерка једне од најбогатијих породица у граду, која се није понашала у складу са конвенцијама, Натали је често доспевала у новине. Један чланак говори о томе да је ујахала у Бар Харбор галопирајући на једном коњу док је другог водила на узици, јашући притом раширених ногу..
Натали Барни је већ са 12 година знала да је лезбијка. и била је решена да „живи отворено, да ништа не крије“. Године 1899. Натали је срела куртизану Лијану де Пужи у Паризу. Отишла је код ње кући одевена као паж и представила се као „паж љубави“ кога шаље Сапфо. Иако је Лијана била једна од најпознатијих жена Париза, коју су константно јурили богати и угледни мушкарци, била је очарана храброшћу Натали. Њихова веза није дуго трајала, али је описана у роману Idylle sapphique, који је Лијана објавила 1901. Роман је само у првој години доштампаван 69 пута. Оне су у међувремену већ биле раскинуле због сталних свађа у вези са намерама које је имала Натали да „спаси“ де Пужи од њеног живота куртизане.
И сама Барни је допринела једним поглављем роману Idylle sapphique, у коме описује како се спушта на Лијанине ноге у позоришту, док гледају представу Принц Хамлет у којој је играла Сара Бернар. У паузи Натали, која у роману носи име „Флоси“ упоређује положај Хамлета и жена: „Шта могу да ураде жене, које осећају страст за акцијом, када их немилосрдна судбина држи у ланцима? Судбина нас је учинила женама у време када је закон мушкараца једини закон који се признаје.“ И сама је написала један епистоларни роман о њиховој вези, под називом Lettres à une Connue (Писма бившој познаници). Иако није успела да нађе издавача и касније га је оценила као наиван и неспретан, роман је важан због тога што садржи дискусију о хомосексуалности, коју Натали Барни сматра природном и пореди је са албинизмом „Моја хомосексаулност није грех, није одлука и не повређује никог.“

## Рене Вивијен
Новембра 1899. године, Натали Барни среће песникињу Паулин Тарн, познатију под псеудонимом Рене Вивијен. Вивијен се одмах заљубила у Натали, док је Натали остала фасцинирана њоме тек када је чула Вивијен како рецитује једну од својих песама. Њихова љубавна веза је за њих представљала и креативну размену која их је инспирисала да пишу. Барни је давала феминистичку подлогу коју је Вивијен разрађивала у својој поезији. Усвојиле су имагинацију симболиста и конвенције дворске љубави да би описале љубав између жена и налазиле су примере хероина у историји. Сапфо је имала на њих посебно велики утицај. Училе су грчки да би могле да читају сачуване фагменте њене поезије у оригиналу и обе су написале по драму о њеном животу.
Вивијен је веровала у верност, док Натали није желела то да прихвати. Године 1901, када је Барни била у посети својим родитељима у Вашингтону, Вивијен је престала да одговара на њена писма. Барни је годинама покушавала да је врати. Помириле су се тек 1904. године, када јој је Натали послала песму Je me souviens (Сећам се) о њиховој љубавној вези. После помирења путовале су заједно на Лезбос, где су неко време живеле срећно заједно. Планирале су да оснују песничку школу за девојке, налик на ону коју је Сапфо држала око 2.500 година раније. Ускоро је, међутим, Вивијен добила писмо од своје љубавнице, баронесе Хелене, и решила је да оде у Константинопољ да раскине с њом. Требало је да се Натали и она нађу у Паризу након тога, али Вивијен је остала са баронесом. Ово је био њихов коначни раскид.
У наредним годинама здравље Вивијен се драстично погоршало. Колет, њена пријатељица и комшиница, је забележила да је Вивијен пуно пила, а потом испирала уста парфемом да се не би осетио задах алкохола, и да готово ништа није јела. На основу ових навода многи су кансије тумачили да је Вивијен била анорексична, мада ова дијагноза није постојала за време њеног живота. Вивијен је, такође, била навучена на седативе, а 1908. године је покушала самоубиство лауданумом. Наредне године је умрла. Барни је педесет година касније писала: „Није могла да буде спашена. Њен живот је био дуго самоубиство. Све се претварало у прах и пепео у њеним рукама.“ 

## Поезија и драме
Године 1900. Barney је објавила своју прву књигу, збирку песама под називом Quelques Portraits-Sonnets de Femmes (Неки портрети-сонети о женама). У песмама је користила традиционалну француску строфу (није одобравала слободну строфу) и формални, старомодни стил. Објавивши их, Наталие је постала прва жена која је отворено писала о лезбијској љубави после Сапфо. Њена мајка је допринела илустрацијама; сликала је жене којима су песме биле посвећене, несвесна тога да слика љубавнице или бивше љубавнице своје ћерке.
Критика је била генерално позитивна, међутим избегавало се помињање лезбијских тема. У неким критикама песме су чак и погрешно приказане, као на пример у Washington Mirror, који је објавио да Барни „пише оде о мушким уснама и очима, и то не као почетница“. Међутим, у жутој штампи се појавио наслов Sappho Sings in Washington (Сапфо пева у Washingtonu), који је навео њеног оца да купи и уништи преостале примерке књиге, као и штампарске плоче.
Да би избегла очево противљење, Барни је своју следећу књигу Cinq petits dialogues grecs (Пет малих грчких дијалога) објавила под псеудонимом Tryphé. Први дијалог је смештен у античкој Грчкој и садржи дугачак опис Сапфо, која је „вернија својој несталности, него други својој верности“. Остали дијалози говоре о предности паганизма над хришћанством. Године 1902. умире њен отац и оставља јој знатно богатство. Тиме је била ослобођена од потребе да крије свој идентитет и више није користила псеудониме.
Je me souviens је објављена 1910. после смрти Вивијен. Исте године Барни је објавила Actes et entr’actes (Чинови и међучинови), збирку кратких драма и песама.
Барни није схватала своју поезију једнако озбиљно као Вивијен; говорила је да јој је једина амбиција да од свог живота створи поезију. Њене представе су извођене једино у њеном врту у аматерској продукцији и често им је недостајала кохерентност радње. После 1910. године писала је углавном само епиграме и мемоаре, по којима је познатија. Последња књига поезије Poems & Poemes:Autres Alliances појавила се 1920. године.

## Салон
Барни је водила салон – недељно окупљање на коме се дискутовало о књижевности, музици, уметности и другим темама - преко 60 година. Њена намера је била да да подршку књижевницама, док је истовремено примала и најзначајније мушке писце свог времена.
Салон је настао из окупљања које је Барни држала у својој кући у првим годинама 1900-их, која су се састојала од читања поезије, позоришних наступа (у којима је понекад учествовала Колет), а једном је играла и Мата Хари, која је у врт ујахала као Леди Годива на белом коњу.
Године 1909. изнајмила је павиљон у латинској четврти у Паризу, где је држала салон до касних 1960-их. У продужетку павиљона налазио се врт са дорским „Храмом пријатељства“ у једном углу. Чести гости у ово време били су Пјер Луи, Пол Клодел, Филип Бертело и преводилац Жозеф Шарл Мардрус.
За време Првог светског рата у салону су се окупљали противници рата. Анри Барбос је једном читао делове свог антиратног романа Le Feu, а Барни је водила Конгрес жена за мир. Међу посетиоцима за време рата били су и Оскар Милош, Огист Роден и песник Алан Сигер, који је ту долазио на одсуства из Легије странаца до своје смрти 1916.
Раних 1920-их, Езра Паунд је био чест гост и близак пријатељ Натали. Њих двоје су планирали да дају финансијско издржавање Полу Валерију и Томасу Стернсу Елиоту, како би ови могли да престану да раде и да се посвете само свом писању, међутим Валери је нашао другог патрона, а Елиот је одбио грант. Паунд је упознао Натали са авангардним композитором Џорџом Антејлом, који је у њеном салону одржао премијеру своје Симфоније за пет инструмената, као и Први гудачки квартет, иако је Наталие нагињала више традиционалној музици.
Године 1927. Барни је основала Академију жена (Académie des Femmes), као одговор на Француску академију, која у то време није имала ниједну жену у саставу. Међу чланицама су се нашле Колет, Гертруда Штајн, Ана Викем, Рашилд, Луси Делару-Мардрус, Мина Лоу, Џуна Барнс и (постхумно) Рене Вивијен. Академија жена није била формална организација. Читања су се одржавала као део редовног салонског окупљања петком.
Други посетиоци салона у току 1920-их били су Андре Жид, Анатол Франс, Макс Жакоб, Луј Арагон и Жан Кокто, затим од писаца на енглеском језику: Форд Мадокс Форд, Френсис Скот Фицџералд, Синклер Луис, Шервуд Андерсон, Торнтон Вајдлер, Томас Стернс Елиот и Вилијам Карлос Вилијамс, затим, немачки песник Рајнер Марија Рилке, бенгалски песник Рабиндранат Тагор, новинарка Џенет Фланер, новинарка и активисткиња Ненси Кунард, онда Хари Кросби, Пеги Гугенхајм, Силвија Бич, сликарка Тамара де Лемпицка, Мари Лоренсен и Исадора Данкан.
Године 1929. Натали је нацртала дијаграм за своју књигу Aventures de l'Esprit са преко 100 имена људи који су посетили њен салон. Прва половина књиге садржи сећања на 13 мушкараца који су долазили у салон, а друга половина је имала по једно поглавље посвећено чланицама Академије жена. Издавач, међутим, није испоштовао овај родни баланс на корицама књиге, где су наведена имена 7 мушкараца, а затим додато: „... et quelques femmes. “ (... и неке жене).
Од модерниста који су боравили у Паризу, Ернест Хемингвеј никада није посетио салон. Џејмс Џојс је долазио пар пута, али није био заинтересован. Марсел Пруст никада није био на окупљањима петком, али је једном био у Руе Jacob 20 да би разговарао са Натали о лезбијској култури у склопу истраживања за „У потрази за изгубљеним временом“. Његова посета је била више пута одлагана због његовог лошег здравља, а када се напокон десила, био је исувише нервозан да би покренуо тему због које је дошао.

## Епиграми и романи
је била је њена прва збирка penséес – буквално, мисли. Ова књижевна форма била је повезана са француском салонском културом у 17. веку. Натали је писала кратке penséес, који су обично били епиграми од једне реченице, попут „Има више злих ушију него злих језика“ или „Бити у браку значи не бити ни сам, ни са неким.“
Њена књижевна каријера је добила замах када је послала примерак Éparpillements писцу, филозофу и критичару Реми де Гурмонуу, који је живео повучено од када је оболео од болести познате као lupus vulgaris. Био је толико импресиониран њеним радом да ју је позвао на једно од својих суботњих окупљања на која су долазили углавном само његови најближи пријатељи. Она је унела промену у његов живот, навела га је на вечерње вожње аутомобилом, вечере, маскенбале, чак и кратке вожње Сеном. Дуге разговоре које су водили он је касније превео у серију писама, објављену под називом Mercure de France, у којима њу ословљава као l'Amazone. Умро је 1915. године, али њен надимак је остао – чак и на надгробној плочи је идентификована као „Амазонка Ремија де Гурмона“.
Барни је 1920. издала Pensées d'une Amazone (Мисли Амазонке), њен најотворенији политички рад. У првом делу развија феминистичке и пацифистичке теме, описујући рат као „невољно и колективно самоубиство уведено од стране мушкараца“. У рату, каже, „мушкарци су очеви смрти, као што су жене мајке живота: храбро и без избора“. Епиграмска форма отежава да се разуме њено становиште; идеје су представљене само да би биле одбачене, а неке мисли се косе са другима. Неки критичари тумаче да Натали тврди да се агресија која води до ратова види у свим мушким односима.
Други део Pensées d'une Amazone садржи историјске списе о хомосексуалности са њеним коментарима. Покрила је такође и теме које се тичу алкохола, пријатељства, старости, књижевности.
The One Who is Legion, or A.D.'s After-Life је њена једина књига написана на енглеском и уједно њен једини роман. Књигу је илустровала Ромејн Брукс. Говори о особи, познатој једино по иницијалима А. Д., која је извршила самоубиство и која је враћена у живот као хермафродит. А. Д. чита књигу о свом животу. Књига у књизи под насловом The Love-Lives of A.D. је збирка химни, песама и епиграма, врло сличних другим делима Натали.

## Важније љубавне везе
Натали је практиковала и заговарала оно што би се данас називало полиаморијом. Још 1901. у Cinq petits dialogueq grecs она пише у корист већег броја веза и против љубоморе; у Èparpillements пише: „Људи су неверни онима које воле да не би њихов шарм постао само навика.“
Једном је саставила листу особа, подељену у три колоне: везе, полувезе и авантуре. Колет се нашла на листи полувеза, док је, рецимо, уметница и будућа дизајнерка Елизабет Ојр, са којом је Натали имала аферу у прекидима неколико година, стављена на листу авантура. Међу везама – односима које је она сматрала најважнијим – нашли су се Олив Кустанс, Рене Вивијен, Елизабет де Грамон, Ромејн Брукс и Доли Вајлд. Од ових, три најдуже везе биле су са де Грамон, Брукс и Вајлд. Од 1927. она је била у све три везе истовремено, што је прекинуто тек смрћу Доли Вајлд. Њене краће везе су се често развијале у трајно пријатељство.

### Елизабет де Грамон
Елизабет де Грамон, војвоткиња, била је књижевница позната по својим мемоарима. Вукла је прекло од Хенрија IV, а одрасла је међу аристократијом. Гледала је на свој живот привилегија и богатства са жаљењем и постала је позната као „црвена војвоткиња“, због своје подршке социјализму. Удала се и добила је две ћерке до 1910. када среће Натали Барни. Њен муж је био насилан и касније су се развели. Године 1918. она и Натали су потписале брачни уговор у коме потврђују да „ниједна заједница неће бити јака као ова заједница, ниједна веза тако нежна, ниједан однос тако трајан.“
Де Грамон је прихватила немоногамну везу са Наталие, и увек је позивала и Ромејн Брукс када је позивала Барни на одмор у селу. Њихова веза је трајала до смрти Елизабет, 1954.

### Ромејн Брукс
Најдужу везу Натали је имала са америчком сликарком Ромејн Брукс, коју је срела око 1914. године. Брукс је радила портрете, који су били препознатљиви по тамној палети сиве, црне и беле. Током 1920-их радила је сликала је чланице из друштвеног круга Натали, укључујући и саму Натали и Елизабет де Грамон.
Брукс је толерисала љубавне везе које је Натали имала, па и сама је имала пар, али је била љубоморна када би нова љубав постала озбиљна. Обично би само напустила град, али је једном поставила ултиматум да Натали бира између ње и Доли Вајлд и Барни је попустила. Док је била одана Натали, ипак није желела да живе заједно као стални пар, мрзила је Париз и пријатеље Натали, као и њена стална дружења и желела је да буде сама. Да би јој удовољиле, изградиле су летњу кућу са два одвојена крила, спојена само трпезаријом. Брукс је путовала доста по Европи и проводила пуно времена у Италији, без Барни. Остале су заједно дуже од 50 година.

### Доли Вајлд
Доли Вајлд је била братаница Оскара Вајлда и последња у породици која је ностила то презиме. Била је позната по својим оштроумним примедбама, али, за разлику од стрица, никада није успела да их одштампа. Радила је као преводитељка и често су је други издржавали, међу којима и Натали Барни, коју је срела 1927.
Као и Вивијен, Вајлд је нагињала самодеструкцији. Пуно је пила, била је навучена на паралдехид и неколико пута је покушала самоубиство.
Године 1939. откривен јој је рак дојке и она је одбила операцију и подвргла се алтернативним лечењима. Наредне године Други светски рат их је одвојио; отишла је из Париза у Енглеску, док је Барни отишла са Брукс у Италију. Умрла је 1941, али разлог смрти није разјашњен – могуће је да је предозирала.

## Други светски рат и период након рата
Ставови Натали Барни у току Другог светског рата су контроверзни. Године 1937, Леди Тробриџ се жалила да је Барни „причала пуно недоклепаних глупости о тиранији фашизма“. Барни је и сама била делом Јеврејка и, пошто је провела рат у Италији, ризиковала је да буде депортована у концентрациони логор, то је избегла само захваљујући томе што је писала сестри да јој пошаље потврду да је крштена. Ипак, будући да се налазила у Италији и да није имала других информација о рату, веровала је фашистичкој пропаганди која је Савезнике приказивала као агресоре, па је профашизам деловао као логичан избор у складу са њеним пацифизмом. У необјављеним мемоарима, које је писала за време рата, јасно се види њен профашистички и антисемитски став. Чак је и цитирала Хитлера са одобравањем.
Могуће је да су антисемитски ставови у њеним мемоарима имали намену да докажу да није Јеврејка, али могуће је и да је била под утицајем антисемитског радијског програма који је водио Езра Паунд. Ипак, помогла је једном јеврејском пару да побегну из Италије. До краја рата њене симпатије су се промениле и почела је да подржава Савезнике.
Летња кућа коју су она и Брукс изградиле – Villa Trait d’union, била је уништена у бомбардовању. После рата Брукс је одбила да живи са Барни у Паризу и остала је у Италији, али су често посећивале једна другу. Њихова веза је остала моногамна до средине 1950-их, када је Барни срела своју последњу нову љубав, Јанин Лаховари, жену бившег румунског амбасадора. Лаховари је успела да задобије пријатељство Ромејн Брукс, а Барни је уверила Брукс да је њихова веза на првом месту и функционисале су у стабилном љубавном троуглу.
Натали је од 1949. поново почела да држи салонска окупљања, која су привлачила младе писце, за које је салон био уједно и део историје, као и место где се стиче књижевна репутација. Труман Капоте је био нередован гост скоро десет година. Алис Б. Токлас је редовно долазила после смрти Гертруде Штајн. Петком, током 1960-их, долазиле су и Мери Макарти и Маргерит Јурсенар, која је 1980, осам година по смрти Натали Барни, постала прва жена чланица Француске академије.
Касних 1960-их Брукс се повукла и постала је параноидна и депресивна. Одбијала је да види докторе, које је Барни слала. Љута због присуства Лаховаријеве последњих година, када се надала да ће време проводити сама са Натали, коначно је раскинула њихову везу. Барни је наставила да јој пише, али није добијала одговоре. Брукс је умрла у децембра 1970, а Натали Барни 2. фебруара 1972.

### Радови на француском
-{
- Quelques portraits, sonnets de femmes, poèmes (1900)
- Cinq Petits dialogues grecs (sous le pseudonyme de Tryphê) (1902)
- Actes et entr' actes (1910)
- Éparpillements (1910)
- Je me souviens, roman (1910)
- Pensées d'une amazone ; Les sexes adverses, la guerre et le féminisme ; Choses de l'amour ; Pages prises au roman que je n'écrirai pas (1920)
- Poems et poèmes, autres alliances (1920)
- Aventures de l' esprit (1929)
- Nouvelles pensées de l'amazone (1939)
- Souvenirs indiscrets (1960)
- Un Panier de framboises (1979)
- Traits et portraits. Suivi de l'Amour défendu (1963)

}-

### Радови на енглеском
- (1920) – двојезична збирка поезије
- (1930)

### Књиге о Натали Барни
-{
- Jay, Karla (1988). The Amazon and the Page. Bloomington: Indiana University Press. ISBN 978-0-253-20476-9.
- Rodriguez, Suzanne (2002). Wild Heart: A Life: Natalie Clifford Barney and the Decadence of Literary Paris. New York: HarperCollins. ISBN 978-0-06-093780-5.
- Souhami, Diana (2005). Wild Girls: Paris, Sappho, and Art: The Lives and Loves of Natalie Barney and Romaine Brooks. New York: St. Martin's Press. ISBN 978-0-312-34324-8.
- Wickes, George (1976). The Amazon of Letters. New York: Putnam. ISBN 978-0-399-11864-7.}-

### Друга литература
-{
- „Alice Pike Barney: Biography”. Smithsonian American Art Museum. Архивирано из оригинала 13. 05. 2021. г. Приступљено 1. 7. 2018.
- Barnes, Djuna (1992). Ladies Almanack. with an introduction by Susan Sniader Lanser. New York: New York University Press. ISBN 0-8147-2280-4 Проверите вредност параметра |isbn=: checksum (помоћ).
- Barney, Natalie Clifford (1992). Adventures of the Mind. trans. John Spalding Gatton. New York: New York University Press. ISBN 978-0-8147-1178-1.
- Barney, Natalie Clifford (1992). A Perilous Advantage: The Best of Natalie Clifford Barney. ed and trans. Anna Livia. Norwich, VT: New Victoria Publishers Inc. ISBN 978-0-934678-38-4.
- Benstock, Shari (1986). Women of the Left Bank: Paris, 1900-1940. Texas: University of Texas Press. ISBN 978-0-292-79040-7.
- Castle, Terry (2003). The Literature of Lesbianism. New York: Columbia University Press. ISBN 978-0-231-12510-9.
- Colette (2000). The Pure and the Impure. Herma Briffault, trans. New York: New York Review of Books. ISBN 978-0-940322-48-6.
- Conley, John J. (2002). The Suspicion of Virtue: Women Philosophers in Neoclassical France. Ithaca: Cornell University Press. ISBN 978-0-8014-4020-5.
- Conover, Anne (2001). Olga Rudge and Ezra Pound: "What Thou Lovest Well...". New Haven & London: Yale University Press. ISBN 978-0-300-08703-1.
- Delarue-Mardrus, Lucie (1995). The Angel and the Perverts. trans. Anna Livia. New York: New York University Press. ISBN 978-0-8147-5098-8.
- Denkinger, Marc (децембар 1937). „Remy de Gourmont Critique”. PMLA. 52 (4).
- Faderman, Lillian (1981). Surpassing the Love of Men. New York: William Morrow & Co. ISBN 0-688-010396-6 Проверите вредност параметра |isbn=: length (помоћ).
- Flanner, Janet (1979). Paris was Yesterday: 1925-1939. New York: Penguin. ISBN 978-0-14-005068-4.
- Hall, Radclyffe (1981). The Well of Loneliness. New York: Avon. стр. 352. ISBN 978-0-380-54247-5.
- Haskell, Susan. „Record Unit 7473, Alice Pike Barney Papers, circa 1889-1995”. Zora Martin Felton. Smithsonian Institution Archives. Приступљено 1. 7. 2018.
- Inness, Sherrie A. (20. 10. 2005). „Novel: Lesbian”. glbtq: An Encyclopedia of Gay, Lesbian, Bisexual, Transgender, and Queer Culture. Архивирано из оригинала 1. 9. 2006. г. Приступљено 19. 9. 2006.
- Livia, Anna (1995). „Introduction: Lucie Delarue-Mardrus and the Phrenetic Harlequinade.“ In Delarue-Mardrus, 1-60.
- Livia, Anna (1992). „The Trouble with Heroines: Natalie Clifford Barney and Anti-Semitism.“ In Barney, A Perilous Advantage, 181-193.
- Lockard, Ray Anne (2002). „Brooks, Romaine”. glbtq: An Encyclopedia of Gay, Lesbian, Bisexual, Transgender, and Queer Culture. Архивирано из оригинала 8. 3. 2007. г. Приступљено 21. 9. 2006.
- Love, Heather (лето 2000). „Hard Times and Heartaches: Radclyffe Hall's The Well of Loneliness”. Journal of Lesbian Studies. 4 (2): 115—128.
- Rapazzini, Francesco (јесен 2005). „Elisabeth de Gramont, Natalie Barney's 'eternal mate'”. South Central Review. Johns Hopkins University Press. 22 (3).[мртва веза]
- Schenkar, Joan (2000). Truly Wilde: The Unsettling Story of Dolly Wilde, Oscar's Unusual Niece. New York: Basic Books. ISBN 978-0-465-08772-3.
- Secrest, Meryle (1974). Between Me and Life: A Biography of Romaine Brooks. Garden City, NY: Doubleday. стр. 275. ISBN 978-0-385-03469-2.
- Souhami, Diana (1999). The Trials of Radclyffe Hall. New York: Doubleday. ISBN 978-0-385-48941-6.
- Stimpson, Catharine R. (зима 1981). „Zero Degree Deviancy: The Lesbian Novel in English”. Critical Inquiry. 8 (2): 363—379.
- Weiss, Andrea (1995). Paris Was a Woman: Portraits From the Left Bank. San Francisco: Harper San Francisco. ISBN 978-0-06-251313-7-153 Проверите вредност параметра |isbn=: length (помоћ).}-